# Različica SARS-CoV-2 beta
Različica beta virusa SARS-CoV-2, imenovana tudi varianta beta, linija B.1.351 ali neustrezno južnoafriška različica, je ena od virusnih različic SARS-CoV-2, povzročitelja covida 19. Prvič so jo odkrili oktobra 2020 v južnoafriški provinci Eastern Cape. Filogeografska analiza virusnega genoma nakazuje, da se je različica v tej južnoafriški provinci pojavila že julija ali avgusta 2020.
Svetovna zdravstvena organizacija jo je opredelila kot zaskrbljujočo različico. To so različice virusa SARS-CoV-2 z mutacijami v domeni za receptorsko vezavo (RBD, angl. Receptor Binding Domain), ki občutno povečajo vezavno afiniteto virusa na receptorje ter posledično povečajo prenašanje virusa.

## Mutacije
Različica alfa ima spremembe v konični beljakovini (proteinu S), in sicer so ugotovili devet mutacij v področju proteina S. Najpomembnejša je mutacija E484K, za katero so pri nekaterih bolnikih ugotovili, da manjša učinek nevtralizacijskih protiteles. Torej gre za tako imenovano ubežno mutacijo (angl. escape mutation), ki virusu omogoča, da se lažje izogne imunskemu odzivu.
Poleg mutacije E484K vsebuje še dve pomembni mutaciji v področju proteina S, K417N in N501Y. Nadaljnih pet mutacij v področju proteina S, L18F, D80A, D215G, R246I in A701V, zgleda ni tako zaskrbljujočih.

## Različica beta v Sloveniji
V Sloveniji so različico beta prvič odkrili konec februarja 2021, in sicer pri osebi v mariborski regiji, ki je pripotovala iz Afrike. Različica ni doživela večjega razmaha med slovenskimi bolniki; do konca junija 2021 so jo na primer skupno dokazali pri 29 osebah.